# 恋のつぼみ
「恋のつぼみ」（こいのつぼみ）は、2006年5月24日に発売された倖田來未の31枚目のシングル。発売元はrhythm zone。

## 解説
12週連続シングルリリース第12弾「Someday/Boys♥Girls」以来、約3ヶ月ぶりとなるシングル。CDのみ、CD+DVDの2形態で発売された。
このシングルは、ドラマ「ブスの瞳に恋してる」の主題歌として起用された。またこの曲は自身初となる人気連ドラ主題歌書き下ろしで、ドラマ主題歌を歌うのも自身初となる。ちなみに、彼女自身も主題歌つながりでこのドラマの第11話に、主人公・美幸の友人であり八百屋のアルバイトをしながら歌手を目指す"クミ"として友情出演も果たしている。
また、今回彼女が主題歌を担当したこのドラマの脚本は、放送作家の鈴木おさむが手がけているが、その縁で、この曲も収録された後発のアルバム『Black Cherry』の初回生産限定盤のみに収録されたDVDドラマ「Cherry Girl」では同氏が脚本を担当している。また、先のドラマに出演していた女優のMEGUMIも同じ縁からか、このDVDドラマに出演している。
CD発売前の2006年5月16日から着うた配信を開始し、9日間で100万ダウンロードを突破。これは当時史上最速記録であった。

## 収録曲

### CD
（全作詞：Kumi Koda）
1. 恋のつぼみ [4:12]
作曲・編曲：Yusuke Kato
2. 恋のつぼみ (A Cup Of Milk Tea Bossa Nova Version) [4:10]
2007年に横浜アリーナで開催されたプレミアムライブ『KODA KUMI PREMIUM LIMITED LIVE』ではこの音源で、2010年に開催された全国ツアー『KODA KUMI LIVE TOUR 2010 〜UNIVERSE〜』及び野外ライブ『Dream Music Park』では、このリミックスをベースにした＜AIRLINE Ver.＞（CD未音源化）のリアレンジバージョンがそれぞれ披露されている。
3. 恋のつぼみ (Instrumental)

### DVD
1. 恋のつぼみ (MUSIC VIDEO)
2. 恋のつぼみ (MAKING VIDEO)

## タイアップ
- フジテレビ系・関西テレビ制作ドラマ「ブスの瞳に恋してる」主題歌 (#1)

## 収録アルバム
- 恋のつぼみ
  - 『Black Cherry』
  - 『BEST 〜third universe〜』
  - 『BEST 〜2000-2020〜』

## 収録ライブ映像
- 恋のつぼみ
  - 『KODA KUMI LIVE TOUR 2006-2007 〜second session〜』
  - 『KODA KUMI LIVE TOUR 2007 〜Black Cherry〜 SPECIAL FINAL in TOKYO DOME』
  - 『KODA KUMI PREMIUM LIMITED LIVE IN HALL IN YOKOHAMA ARENA』(Kingdom)
※「A Cup Of Milk Tea Bossa Nova Version」の音源として披露。
  - 『KODA KUMI LIVE TOUR 2008 〜Kingdom〜』
  - 『KODA KUMI LIVE TOUR 2009 〜TRICK〜』(メドレー)
  - 『KODA KUMI 2009 TAIWAN』(メドレー)
  - 『KODA KUMI LIVE TOUR 2010 〜UNIVERSE〜』
  - 『Dream music park』(Dejavu)
※ UNIVERSEツアーの2作のみ、「A Cup Of Milk Tea Bossa Nova」の音源をベースにした「AIRLINE ver.」(未音源) で披露。
  - 『KODA KUMI 10th Anniversary 〜FANTASIA〜 in TOKYO DOME』
    - 『MY NAME IS...』(ファンクラブ限定盤)

  - 『Koda Kumi Hall Tour 2014 〜Bon Voyage〜』
  - 『Koda Kumi 15th Anniversary First Class 2nd LIMITED LIVE at STUDIO COAST』(WALK OF MY LIFE、ファンクラブ限定盤)
  - 『KODA KUMI LIVE TOUR 2016 〜Best Single Collection〜』
  - 『KODA KUMI LIVE TOUR 2018 -DNA-』(メドレー)
    - 『KODA KUMI LIVE TOUR 2018 -DNA- [Bonus Footage]』(ファンクラブ限定盤)

  - 『KODA KUMI LIVE TOUR 2019 re(LIVE) 〜Black Cherry〜』
    - 『KODA KUMI LIVE TOUR 2019 re(LIVE) -Black Cherry- & -JAPONESQUE-』(ファンクラブ限定盤)

  - 『billboard classics KODA KUMI Premium Symphonic Concert 2022 @festival hall』(WINGS)
※「A Cup Of Milk Tea Bossa Nova Version」の音源として披露。

## Dream Amiバージョン
「恋のつぼみ」は、Dream Amiの配信シングル。2019年9月17日にrhythm zoneから発売。

### 概要
- 配信リリースと「ミュージック＆ムービーカード」の2形態で発売[2][3]。
- 同曲が倖田來未のカバーであること、FODオリジナル連続ドラマ『ブスの瞳に恋してる 2019』の主題歌となることが、8月6日に発表[4][5]。
- 同曲が9月17日に配信リリースされることが8月23日に発表[6]され、配信リリースとともに「ミュージック＆ムービーカード」を発売されることが9月13日に発表[2]。

### 収録曲
1. 恋のつぼみ
作詞: 倖田來未、作曲・編曲: Yusuke Kato

## カバー
- 2020年10月24日に、角巻わためがカバー。配信限定アルバム『IMAGINATION vol.3』に収録。2020年12月23日にはCDが限定販売される。